# 异吲哚啉
异吲哚啉（英语：Isoindoline）是一种杂环有机化合物，分子式为C8H9N。其母体化合物具有双环结构，由一个六元苯环与一个五元含氮环稠合组成。该化合物的结构类似于吲哚啉，只是氮原子位于五元环的2位而不是1位。异吲哚啉本身并不常见，但在自然界中发现了几种衍生物，一些合成衍生物具有商业价值，例如帕秦克隆。

## 取代异吲哚啉
1-取代的异吲哚啉和异吲哚啉酮是手性的。异吲哚基羧酸和1,3-二取代异吲哚啉是一些药物和天然产物的成分。异吲哚啉可以通过将亲核试剂1,2-加成到双功能ε-苯并亚氨基烯酸酯上，然后进行分子内氮杂迈克尔反应来制备。另一条路线涉及在合适的催化剂存在下，偶氮甲碱𬭩内盐（例如(CH2)2NR）与醌的[3+2]环加成反应。这些方法也适用于提供手性衍生物。

## 相关化合物
- 4,7-二氢异吲哚
- 吲哚
- 茚
- 吲哚啉
- 苯并呋喃
- 咔唑
- 咔啉
- 靛红
- 甲基吲哚
- 羟吲哚
- 吡咯
- 粪臭素
- 苯